# مسیر اورگن (فیلم ۱۹۳۶)
مسیر اورگن (انگلیسی: The Oregon Trail) فیلمی در ژانر وسترن به کارگردانی اسکات پمبروک است که در سال ۱۹۳۶ منتشر شد. از بازیگران آن می‌توان به جان وین و ان رادرفورد اشاره کرد.